# 中院町
中院町（ちゅういんちょう Chūin-chō）は、奈良県奈良市の中央部、市街地の東部に位置する地区である。郵便番号は630-8392。

## 地理
奈良県奈良市の中央部、市街地の東部に位置する地区であり、中央をならまち大通りが通っている。国宝の元興寺極楽坊があり、町のおよそ半分を占めている。また、元興寺文化財研究所や浄土宗鎮西派光伝寺、浄土宗鎮西派薬師堂が建っている。東寺林町・鶴福院町・鵲町・芝突抜町・中新屋町・勝南院町と隣接している。

## 地名の由来
奈良時代に元興寺の中院があったために現在の中院町という町名になった。

## 歴史
奈良時代は元興寺の境内だった。

## 施設
観光
- 奈良町情報館

研究施設
- 元興寺文化財研究所

寺社
- 元興寺極楽坊
- 浄土宗鎮西派光伝寺
- 浄土宗鎮西派薬師堂

## 小・中学校の学区
奈良市立椿井小学校・三笠中学校の学区に属する。

## 交通

### 道路
- ならまち大通り